# Deep Purple in Concert
Albums de Deep Purple
Power House
(1977) Perfect Strangers
(1984)
Deep Purple in Concert est un album du groupe de rock britannique Deep Purple, regroupant deux concerts enregistrés par la BBC pour leur série de programmes live "In Concert", l'un en 1970 et l'autre en 1972. L'album est sorti tout d'abord en vinyle en 1980 au Royaume-Uni, puis a fait l'objet d'une nouvelle édition en CD en 2001 à travers le monde.
Le premier CD contient l'enregistrement des studios de la BBC à Londres du 19 février 1970. Le groupe est venu à la dernière minute pour remplacer Joe Cocker, qui avait annulé sa prestation. Le présentateur John Peel présente tous les titres joués. Le deuxième CD, quant à lui, contient le set du 9 mars 1972, cette fois-ci présenté par Mike Harding. On trouve ici le seul enregistrement en public connu de Never Before et une rare interprétation par la Mark 2 du titre Maybe I'm A Leo. Ces deux chansons ont été jouées à la place de l'habituel "Child in Time" pour promouvoir leur nouvel album qui n'était autre que Machine Head, sorti fin mars 1972.

## Liste des titres

### Disc 1: In Concert 1970
1. Speed King (Blackmore, Gillan, Glover, Lord, Paice) – 7:22
2. Child in Time (Blackmore, Gillan, Glover, Lord, Paice) – 11:06
3. Wring That Neck (Blackmore, Lord, Paice, Simper) – 18:59
4. Mandrake Root" (Blackmore, Evans, Lord) – 17:38

### Disc 2: In Concert 1972
1. Highway Star (Blackmore, Gillan, Glover, Lord, Paice) – 8:32
2. Strange Kind of Woman (Blackmore, Gillan, Glover, Lord, Paice) – 9:17
3. Maybe I'm a Leo (Blackmore, Gillan, Glover, Lord, Paice) – 6:17
4. Never Before (Blackmore, Gillan, Glover, Lord, Paice) – 4:34
5. Lazy (Blackmore, Gillan, Glover, Lord, Paice) – 10:22
6. Space Truckin'  (Blackmore, Gillan, Glover, Lord, Paice) – 21:46
7. Smoke on the Water (Blackmore, Gillan, Glover, Lord, Paice) – 7:09
8. Lucille (Albert Collins, Richard Penniman) – 7:21

## Musiciens
- Ritchie Blackmore - guitare
- Ian Gillan - chant
- Roger Glover - basse
- Jon Lord - claviers, orgue Hammond
- Ian Paice - batterie